# Dion Parson
Dion Parson (* 11. Juni 1967 in Saint Thomas) ist ein amerikanischer Jazzmusiker (Schlagzeug).

## Leben und Wirken
Parson begann in der Schule, Posaune zu spielen, wechselte aber mit 15 Jahren zum Schlagzeug. Er erhielt Auszeichnungen und Stipendien, um die Sommerschule an der Interlochen Music Academy in Michigan zu besuchen. 1985 ging er zum Studium an die Rutgers University in New Jersey, wo er bis 1990 bei Keith Copeland und William Moersch studierte. 1994 begann er ein Privatstudium bei Michael Carvin.
Nach dem Studium spielte er mit so unterschiedlichen Musikern wie Milt Jackson, Monty Alexander, Steve Grossman, Gary Bartz, Geri Allen, Donald Harrison, Don Byron, David Sanchez, Lee Konitz, Ernest Ranglin, Terell Stafford, Cyrus Chestnut, Babatunde Olatunji, Baaba Maal, Joanne Brackeen, Freda Payne oder Steve Turre. Mit Ron Blake gründete er 1998 die 21st Century Band, die die Musiktradition der Jungferninseln reflektiert und in der er auch mit Wycliffe Gordon arbeitete. Zwischen 1990 und 2015 war er an 28 Aufnahmen im Bereich des Jazz beteiligt, darunter mit Ray Anderson (Wishbone), Marc Cary, Laurent de Wilde und Jon Faddis.
Seit 1992 war Parson zudem als Hochschullehrer an der Rutgers University und in anderen Einrichtungen tätig. Auch wirkt er als Kreativ-Direktor der von Branford Marsalis und Steve Coleman gegründeten United Jazz International.

## Diskographische Hinweise
- Dion Parson & 21st Century Band St. Thomas (United Jazz International 2015, mit Carlton Holmes, Alioune Faye, Rashawn Ross, Reuben Rogers, Victor Provost, Ron Blake, Boo Reiners)[2]